# Ты, я и песня

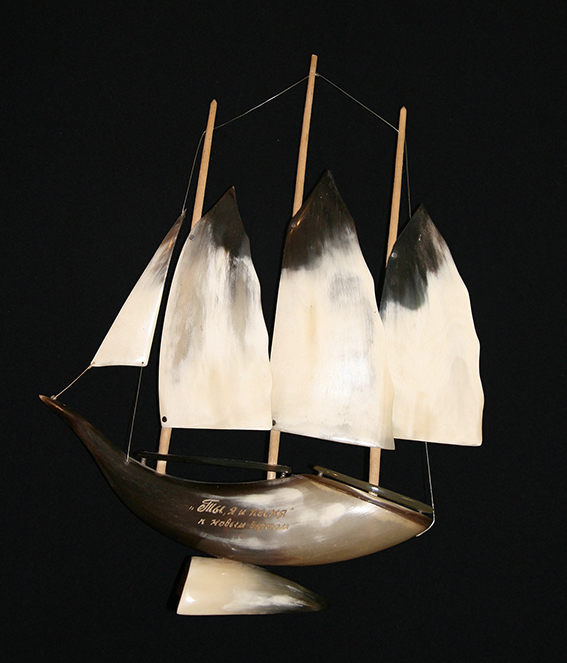
«Ты, я и песня к новым берегам». Сувенир от Виталия Кретюка (1974)

«Ты, я и песня» — музыкальная программа, состоящая из 2-х отделений. Сольный концерт двух солистов, вокалистов — Юлия Слободкина и Аллы Пугачевой. В октябре 1973 года, принята художественным советом Москонцерта. В Москве премьера уже состоялась 14 мая 1974 года в ЦДКЖ.

## Жанр
В основу сюжета программы легли песни разных композиторов, объединённые монологами и диалогами ведущего. Сюжетная линия построена на взаимоотношениях двух молодых людей — мужчины и женщины. Музыкальный диалог двух солистов-вокалистов осуществлялся через песню.
Из интервью с Юлием Слободкиным. 1975 год.

«В название программы «Ты, я и песня» мы, её участники, вкладываем довольно широкий смысл. Мы ведём со слушателем разговор о том, что его волнует: о любви, дружбе, верности. Круг тем велик. В программе находится место и шутке, ведь юмор, как и сама песня, тоже помогает жить. Кроме того, название следует понимать ещё и так: это музыкальный диалог двух певцов, которые в течение всего концерта находятся на сцене».
Программа во многом была импровизационной и эклектичной. Песни менялись, добавлялись новые. В концерте использовались различные музыкально-театральные формы подачи на сцене. Некоторые песни имели сценическую постановку с мизансценой. «Берез белая» стала музыкальной композицией, где Алла Пугачева исполняла вокальную партию за кулисами, без своего присутствия на сцене, с последующим выходом на сцену в конце песни. В концерте принимали участие музыканты — для песни «Давай поговорим» они выносили на сцену скамейку, а в песне «Честно говоря» становились бэк-вокалистами, исполняя роль друзей солиста. В песне «Давай поговорим» использовались речитатив и мелодекламация. Ведущий играл активную роль в музыкальном представлении. Он мог выходить на сцену во время исполнения песни, мог петь вместе с солистами или становиться пантомимом. Новшеством для выступления двух солистов стало появление названия программы «Ты, я и песня».
К концу 1974 года музыкальный проект должен был развиваться по образцу Laterna Magika , используя слайд-шоу и сочетая концерт с показом мод.

## Программу подготовили и в ней участвовали
Вокалисты:
- Алла Пугачёва.
- Юлий Слободкин.

А так же:
- Ведущий и автор текста — Николай Тамразов.
- Художник по костюмам — Алла Коженкова.
- Композитор — Леонид Гарин.
- Художник афиши — Николай Григорьев.
- Аранжировка, музыкальный руководитель ансамбля «Москвичи» — Виталий Кретюк.

Музыканты ансамбля «Москвичи»:
- Клавишные — Виталий Кретюк.
- Труба — Валерий Беседин.
- Саксофон и флейта — Валентин Мастиков.
- Гитара — Александр Москвин.
- Гитара — Алексей Милославский.
- Бас-гитара — Николай Николенко.
- ? — Григорий Розенвассер.
- Ударные — Вадим Усачёв.
- Звукорежиссёр — Александр Николаев.

Концертные фотографии — Николай Гнисюк, ?

## Список песен
Полный список песен и последовательность на сегодняшний день не известны.
|    | Название                                                         | Авторы музыки               | Авторы текста                                                                                                   |
| -- | ---------------------------------------------------------------- | --------------------------- | --- |
| 1  | Сколько счастья у людей / Ты, я и песня. Музыкальная композиция. | Гарин Леонид                | Олев Наум |
| 2  | Московские ворота.                                               | Гарин Леонид                | Олев Наум |
| 3  | Берёза белая подруга.                                            | Шаинский Владимир           | Овсянникова Людмила                                                                                             |
| 4  | Рядом ты и любовь.                                               | Гаспарян Геннадий           | Дементьев Андрей                                                                                                |
| 5  | Две души.                                                        | Шаинский Владимир           | Островой Сергей                                                                                                 |
| 6  | Давай поговорим.                                                 | Ханок Эдуард                | Резник Илья |
| 7  | Ты с любовью не играй                                            | Гарин Леонид                | Харитонов Владимир                                                                                              |
| 8  | Что со мной ты, сделала?                                         | Майоров Роман               | Пляцковский Михаил                                                                                              |
| 9  | Жил-был старик.                                                  | Добрынин Вячеслав           | Дюнин Виктор |
| 10 | Берёзовая рощица.                                                | Ефремов Игорь               | Боков Виктор |
| 11 | Прозрение.                                                       | Фельцман Оскар              | Геттуев Магомет                                                                                                 |
| 12 | Реченька.                                                        | Русская народная песня      | |
| 13 | Пойду ль я, выйду ль я.                                          | Русская народная песня      | |
| 14 | Я вас люблю.                                                     | Добрынин Вячеслав           | Олев Наум |
| 15 | Ермолова с Чистых прудов.                                        | Богословский Никита         | Дыховичный Владимир, Слободской Морис, Червинский Михаил, Симонов Константин (вставки стихотворения «Жди меня») |
| 16 | Посидим, поокаем.                                                | Шепета (Муромцев) Александр | Резник Илья |
| 17 | Честно говоря.                                                   | Дьячков Сергей              | Ножкин Михаил                                                                                                   |
| 18 | Мужская верность.                                                | Хвойницкий Владимир         | Милявский Олег                                                                                                  |
| 19 | Вспоминай меня.                                                  | Добрынин Вячеслав           | Тушнова Вероника                                                                                                |
| 20 | Сколько счастья у людей / Ты, я и песня.                         | Гарин Леонид                | Олев Наум |

## Критика
В 1974 году журнал «Музыкальная жизнь» отметил необычную музыкальную подачу исполнителей, в большой статье был проанализирован уровень всей московской эстрады того времени.
«Настоящим событием в нынешнем эстрадном сезоне стало появление молодого вокального дуэта — Аллы Пугачевой и Юлия Слободкина. Кроме отличных голосов, несомненного драматического дарования (каждая их песня — маленький спектакль), они обладают качествами, в последнее время не так уж часто встречающимися на эстраде: в дуэте Аллы Пугачевой и Юлия Слободкина мужчина — мужествен, а женщина — женственна. От их искусства веет чистотой, трепетностью, влюбленностью».
Журнал «Музыкальная жизнь», 1974 год. Татьяна Бутковская.

## История
Ещё во время учёбы в ГИТИСе Юлий Слободкин экспериментировал в студенческих музыкальных постановках. Преподавателями были представители русского и советского музыкального театра. Его дипломные работы — песни «Про комара», «Калинка» и другие — впоследствии ставились на концертах ВИА «Весёлые ребята». В начале 70-х годов он совместно с Николосом Бурлаком (в то время директором и режиссёром Госконцерта СССР) разрабатывал пробные сценарии концерта для ВИА «Москвичи», основателем и руководителем которого он был.
Однако летом в июле 1973 года ансамбль ВИА «Москвичи» расформировали, уволив из Москонцерта почти половину музыкантов «За нежелание исполнять песни на русском языке, советских композиторов».
С сентября 1973 года Слободкин начал формировать новый состав ансамбля и объявил о конкурсном наборе. Среди кандидатов были Алла Пугачева и Виталий Кретюк. До этого Пугачёва была солисткой оркестра О.Л.Лундстрема. Встреча с ними изменила планы. Юлий организовал прием совершенно нового коллектива в Москонцерте, вскоре появился молодой дуэт Юлий Слободкин и Алла Пугачева. За полтора месяца они подготовили новую программу «Ты, я и песня», основанную на диалоге двух исполнителей. Слободкин также привлек своего товарища, композитора Леонида Гарина, который написал заглавную песню для программы. Ведущим и автором слов стал Николай Тамразов. Костюмы для программы разработала модельер Алла Коженкова.
Первые сольные гастроли группы состоялись в конце октября 1973 года. Города: Самара (тогда Куйбышев), Тольятти, Сызрань, Ульяновск. Закрытая премьера в Москве состоялась в мае 1974 года на базе группы, в клубе «Новая Заря» (парфюмерная фабрика), а затем «обкатанная» программа дошла до московской публики. 14 мая 1974 года артисты представились публике в ЦДКЖ.
В октябре 1974 года Алла Пугачева подала документы на участие в V Всесоюзном конкурсе артистов эстрады. Стратегию конкурса выстраивал Юлий Слободкин. Сами песни были взяты из той же программы: «Ермолова с Чистых прудов» и «Посидим, поокаем». Председателем конкурса был Г. П. Анисимов. Это был первый конкурс, который транслировался по Центральному телевидению. Алла Пугачева становится лауреатом III премии.
Выступления на центральных площадках Москвы, аншлаги в Омске, Барнауле, первая съемка всего концерта Красноярским телевидением, прекрасные рецензии. Но личные отношения Пугачевой и Кретюка (на тот момент её гражданского мужа) разладились. Последние концерты коллектива прошли в Омске в 20-х числах декабря 1974 года. А с 1975 года певица начала работать с ВИА «Весёлые ребята».
В 70-е годы Юлий Слободкин организовал дуэтные выступления с Ниной Костой, Жанной Бичевской, Ириной Гвоздиковой, и везде в спектакле сохранялся один и тот же принцип эмоционального музыкального диалога двух солистов — мужчины и женщины. Феноменального успеха, развивая идеи программы «Ты, я и песня», добилась Алла Пугачева.

## Интересные факты
Программа подготовлена за полтора месяца.
Солисткой ВИА «Москвичи» Алла Пугачева никогда не была. Должность обозначалась как артистка-вокалистка Москонцерта.